# Republica Sârbă Krajina

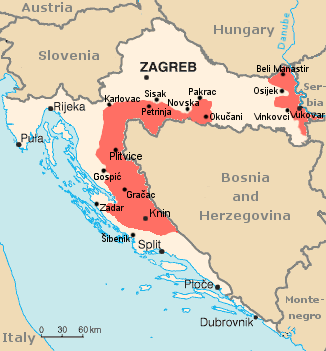
Harta

Republica Sârbă Krajina, abreviat RSK (în sârbă Republika Srpska Krajina, RSK; Република Српска Крајина, РСК; uneori tradus „Republica Krajina Sârbă”) a fost o entitate fără recunoaștere internațională, autoproclamată de sârbi în zonele din Croația unde erau majoritari în ajunul declanșării conflictului din Iugoslavia. În limbile sârbă și croată, „krajina” este un arhaism pentru „frontieră”. În evul mediu, spațiul ocupat de Krajina se numea Mica Vlahie și era populată de vlahi (cunoscuți și ca morlaci) sârbizați și ortodocși.
Ea a fost înființată în 1991, cu încurajarea guvernului federal de la Belgrad, care a finanțat-o în scopul de a sabota eforturile de creare a unei Croații independente. Guvernul autoproclamat i-a persecutat pe minoritarii croați, circa 180.000 dintre ei fiind obligați să-și părăsească locuințele. În 1995, guvernul croat a declanșat ofensiva Oluja, cu scopul de a prelua controlul asupra teritoriului RSK; în contextul operațiunilor militare, armata croată a comis crime de război și epurare etnică, ceea ce a dus la refugierea a 200.000 de sârbi. Din acel moment, cea mai mare parte din teritoriu, inclusiv principalul oraș, Knin, a fost controlată de forțele croate; o rămășiță a ei a continuat să existe sub forma Slavoniei Orientale, intrată sub administrația ONU până la reintegrarea sa pașnică în Croația în 1998. 

## Guvernare

### Președinți
- Milan Babić (19 decembrie 1991 – 16 februarie 1992)
- Mile Paspalj (16 februarie 1992 – 26 februarie 1992) (interimar)
- Goran Hadžić (26 februarie 1992 – 26 ianuarie 1994)
- Milan Martić (26 ianuarie 1994 – 7 august 1995)

### Prim-miniștri
- Dušan Vještica (19 decembrie 1991 – 16 februarie 1992)
- Risto Matković (16 februarie 1992 – 26 februarie 1992) (interimar)
- Zdravko Zečević (26 februarie 1992 – 21 aprilie 1993)
- Đorđe Bjegović (21 aprilie 1993 – 27 martie 1994)
- Borislav Mikelić (27 martie 1994 – 27 iulie 1995)
- Milan Babić (27 iulie 1995 – 7 august 1995)

### Președinți ai Adunării Naționale (Parlamentului)
- Mile Paspalj

## Populație
| Naționalitate | Procentaj (1991) | Procentaj (1991) | Total (1993) | Procentaj (1993) |
| ------------- | ---------------- | ---------------- | ------------ | ---------------- |
| Sârbi         | 245 800          | 52,3 %           | 398 900      | 92 %             |
| Croați        | 168 026          | 35,8 %           | 30 300       | 7 %              |
| Alții         | 55 895           | 11,9 %           | 4 395        | 1 %              |
| Total         | 469 721          | 100 %            | 433 595      | 100 %            |

## Vezi și
- Armata Republicii Sârbe Krajina
- Războiul de Independență al Croației
- Planul Vance
  - Acordul de la Geneva (1991)‎
  - Acordul de la Sarajevo